# Rock à Saint-Lô

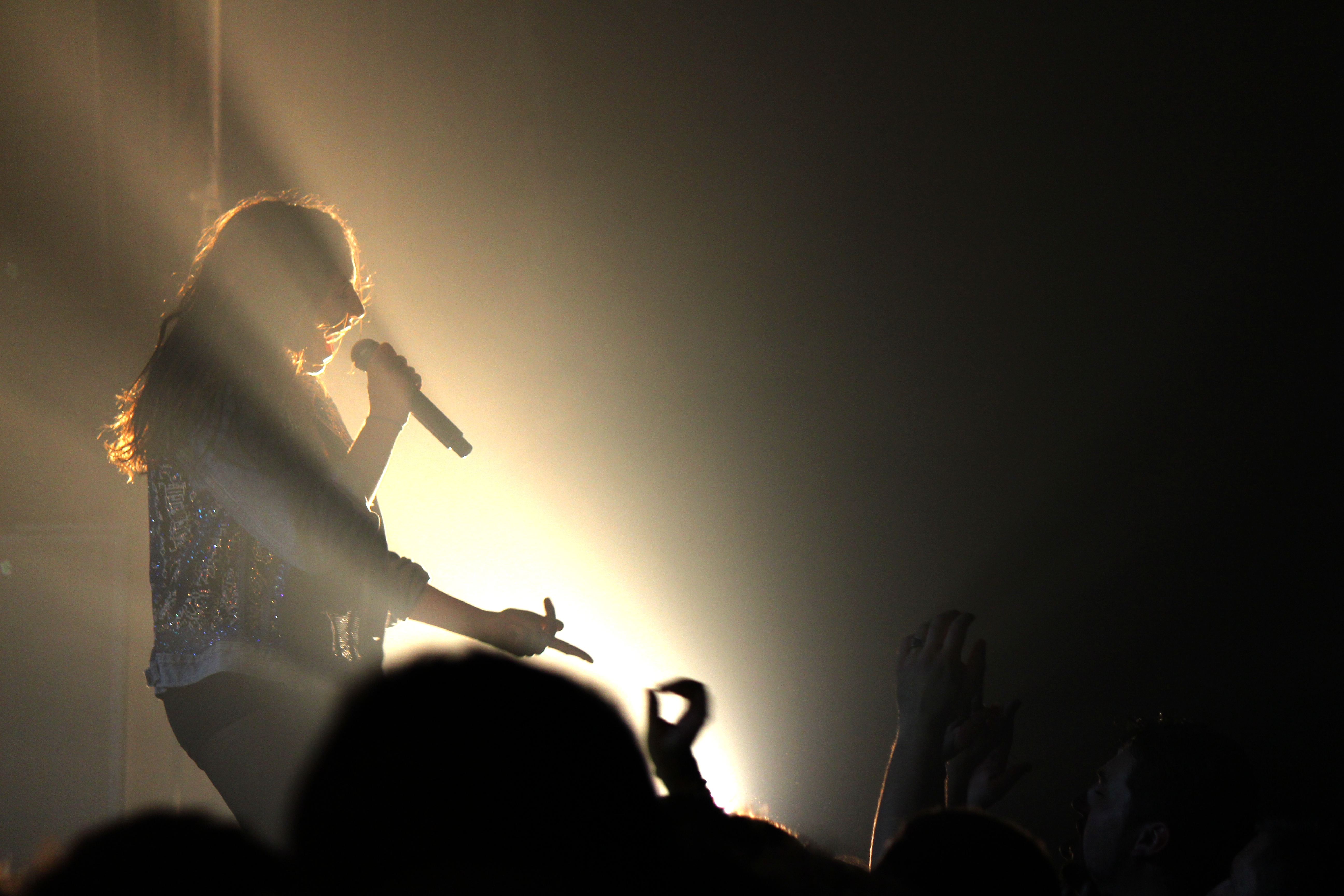
Izia lors du concert des Rendez-Vous Soniques en 2015

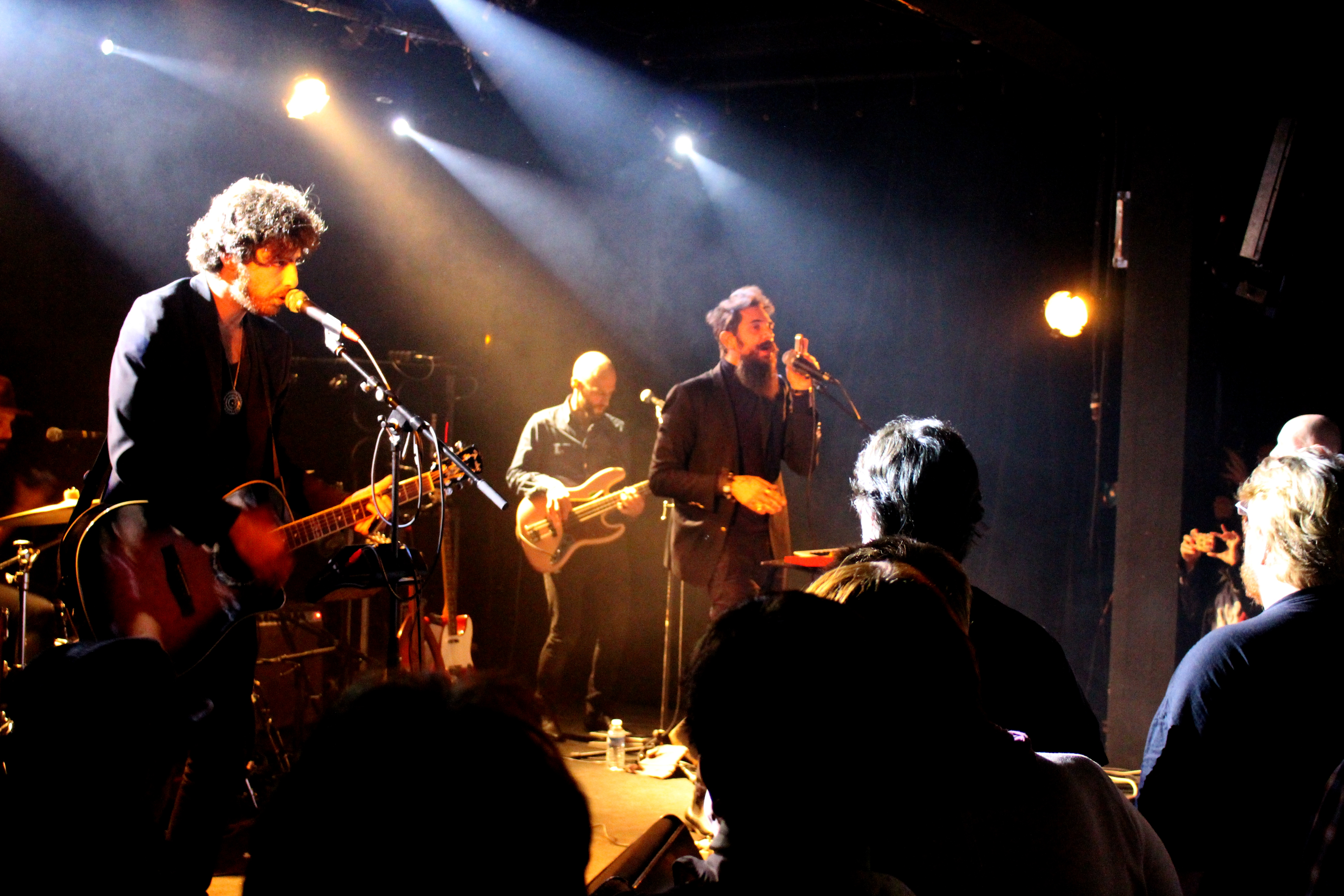
The Wanton Bishops lors du concert des Rendez-Vous Soniques en 2015

Saint-Lô s'est distingué à partir des années 1970 par une scène musicale locale très riche pour une modeste ville de 20 000 habitants. La ville est le berceau de plusieurs groupes de rock dont quelques-uns ont réussi à se créer une certaine notoriété comme Teaspoon, The Lanskies, Da Brasilians ou encore MmMmM.
La salle de concert Le Normandy fut la première salle française à avoir accueilli Foals ou The Kooks. Plusieurs festivals créés ici comme les Remparts du Rock dans les années 90 ou les Rendez-vous Soniques en 2010 confirment cette influence.
Chaque année de nombreux groupes ou artistes voient le jour et de nombreux groupes se produisent régulièrement sur la scène rock à Saint-Lô grâce à l'action d'associations culturelles actives et grâce à des lieux d'expressions adaptés.

## Historique
Les débuts du rock à Saint-Lô remontent à la fin des années 1970 avec le groupe de hard-rock Wkrx qui sortira quelques 45 tours. Mais c’est au milieu des années 1980 qu’une scène se développe avec l’arrivée de la new wave. Plusieurs groupes se forment autour de ce mouvement. Parmi eux, Septembre Noir et Bruges-la-Morte connaissent un petit succès d’estime.
Entre 1989 et 1993 l'Association Rock Assistance produira dans son studio 2 compilations du rock bas normand avec majoritairement des groupes saint-lois comme Chitty Bang et Bruges La Morte.
En 1990, Les Enfants de la Crise crée le festival Les Remparts du Rock qui mêle groupes locaux et têtes d’affiche. Sont programmés lors des six éditions des artistes comme The Fall, The Divine Comedy, Sloy, Miossec, Dominique A, The Little Rabbits, Jad Wio, Elliott Murphy...
En 1992, Empty Bottles participe à la deuxième édition de La Route du Rock.
Un autre festival voit le jour en 1993, le Rock’n’Roll Market, au Centre Social Marcel Mersier. Les groupes locaux partagent l’affiche avec des artistes comme Catchers, Welcome to Julian, Lighthouse ou encore William Pears. Toujours en 1993 le groupe Love Tribu jouera au Zénith de Caen en 1ère partie de Sting devant 8000 spectateurs, aux Francofolies, à la Cigale puis enchainera quelques concerts en Roumanie devant un public déchainé et verra apparaître 2 de ses compositions sur une compilation internationale.
En 1995, l'association Écran Sonique prend la gestion du Normandy, la salle de musiques actuelles qui sera labellisée SMAC en 2008.
Au début des années 1990, "Longtemps, quiconque souhaitait écouter des groupes de pop en Basse-Normandie devait se rendre à Saint-Lô." De nombreux groupes se sont formés dans la cité préfectorale de la Manche. "Longtemps, Saint-Lô affichait l’un des plus forts taux de formations indie-pop au mètre carré du pays."
"De la fin des années 1990 jusqu'aux années 2000, ce "petit Manchester" a pu se vanter d'être la "capitale française de la pop"".
En 1999, Teaspoon sort son deuxième album sur une major.
Après 2000, une poignée de formations saint-loises connaissent un joli succès au niveau national. Des groupes comme Da Brasilians, Tom Violence, Belone, The Lanskies, Tremore ou encre MmMmM jouent dans des grands festivals (Beauregard, Francofolies, Papillons de Nuit, Rock en Seine, Transmusicales...) ou sur de grandes scènes à travers la France.
En 2001, un groupe d'amis crée Raout n’ Botl Records, label associatif qui a pour but de soutenir la scène musicale locale. Le label sort trois compilations pour promouvoir cette scène, au début des années 2000. La première en 2003, la seconde en 2005 et la troisième, Melting Pop en 2008. Le label sort également un album de The Frank & Walters, A renewed interest in happiness en 2008, puis le LP de Thomas Dove, Noonmares en 2009.
En 2005, Écran Sonique lance un nouveau festival : Les Rendez-vous Soniques. Sont programmés sur les six premières éditions des artistes comme Asaf Avidan, Mathieu Boogaerts, Brigitte, Dominique A, Thomas Dutronc, Jacques Higelin, Katerine, Bernard Lavillier, Lilly Wood & The Prick, Miossec, Stromae, Yann Tiersen...
En 2010, un nouveau collectif voit le jour pour promouvoir la scène locale : Annoying Success Label. Jusqu'en 2014, la structure accompagne des groupes comme Pink Fish, The Fuck, Clockwork Of The Moon ou Born in Alaska.
En avril 2013, un groupe Facebook est créé pour réunir la communauté du rock saint-Lois. Les membres peuvent y parler des groupes aujourd'hui disparus ou des derniers projets en cours. De nombreuses photos ou vidéos d'archives y sont compilées.
En février 2016, la Médiathèque d'Agneaux organise une exposition pour fêter "35 ans de rock à Saint-Lô". Disques vinyles, CD, cassettes audio, affiches, fanzines et merchandising des groupes sont rassemblés pour l'occasion.
Après dix années de silence, le label Ra n' Bo Records, revient en 2018 avec un quatrième volume de ses compilations. "What's up Saint-Love" rassemble 17 groupes ou artistes originaire de Saint-Lô. La compilation sort en numérique et en CD le vendredi 16 mars 2018.

## Groupes et artistes rock de la scène saint-loise
| - 64 Dollar Question - 909 - AB Sextet - Apple Pie - Antoine Antoine Antoine - Bangkok Riviera - Belone - Black Seen - Born in Alaska - Bruges la morte - Bye Bye Leone - Caravelle - Chitty Bang - Clovill - Creap AC - Romain Camille - Da Brasilians - The Dadds - Daprinski | - Dehanza - Deadly Toys - Thomas Dove - Esquisse d'aube - Lewis Evans - Explicit Silence - The Fuck - Guesney - Hot Rod 56 - I Arkle - Interstellar Overdrive - IRS - Jaguars - Les Kitschenette's - Lake City Echo - The Lanskies et Lewis Evans - Love Tribu - MissingMile - MmMmM | - Nurbel - One Killed Zero - The Other Side - Pink Fish - Prince Of Wales - Red Forest - Septembre Noir - Shape - The Operator - The Sweet Children - Teaspoon - Tom Violence - Torrent d'Amour - Tremore - Ural Mountains - WKRX - X-Port - YUMMYYUMMY |

## Les festivals
- Festival rock du bowling
- Les Remparts du rock
- Le Rock n' Roll Market
- Les Hétéroclites
- Les Rendez-vous Soniques